# Wire (gruppo musicale)
(Graham Lewis)
Gli Wire sono un gruppo musicale inglese formatosi a Londra nell'ottobre 1976.
Il gruppo è sorto durante l'epoca del punk rock britannico e fin dall'inizio si è emancipato da questa scena musicale per porsi come inauguratore della new wave post-punk.
La band ha attraversato fasi molto alterne, tra brusche rotture, ricongiungimenti e altre rotture, e attualmente è di nuovo in "reunion" dopo l'abbandono del 2004.

## Storia

### Anni 1976-1985
Nei primi anni settanta Colin Newman è uno studente di disegno del Watford Art College. Allo stesso tempo è appassionato di musica e, in particolare, di musica sperimentale. Inizia quindi a trascorrere del tempo con nastri e strumenti vari insieme al suo amico Brian Eno.
Il progetto Wire nasce proprio in accademia. Il primo nucleo del gruppo sceglie tuttavia il nome di Overload e comprende, oltre a Newman, il chitarrista George Gill e il tecnico Bruce Gilbert. Dopo qualche tempo, si aggiungono a loro il batterista Robert Gotobed (alias Robert Grey) e il bassista Edvard Graham Lewis, che fa anche lo stilista. 
Gill tuttavia lascia il gruppo poco dopo e la formazione si assesta così in quartetto con il nuovo nome Wire. Il nome viene scelto sia per la sua semplicità e brevità, che per le sue "implicazioni" semantiche (in inglese vuol dire, come sostantivo, "cavo, filo elettrico").
La formazione del quartetto è, quindi, prettamente accademica e questo inciderà molto nella produzione del gruppo, che si discosta per questo motivo da quell'approccio "di strada" che caratterizzava gli altri gruppi punk 77 esplosi in quel periodo. Nei primi mesi del 1977 il gruppo debutta a Londra, dove incontra Mike Thorne della EMI, che li seleziona per la compilation The Roxy London WC2. In novembre il gruppo pubblica il primo album, ossia Pink Flag, anticipato dal singolo Mannequin.
Al gruppo, complice l'etichetta che li scrittura (la EMI/Harvest Records, la stessa dei primi Pink Floyd), viene affibbiato dalla stampa britannica il curioso soprannome Punk Floyd.
L'album, prodotto da Thorne, è un disco punk a tutti gli effetti, anche se il gruppo in esso dimostra di saper oltrepassare il punk inglese degli albori, grazie alla propria qualità compositiva sia melodica che armonica e, in seguito, pure timbrica e ritmica.
Lo stesso Newman afferma che la EMI/Harvest puntava su di loro proprio come nuovi Pink Floyd. Ed il paragone non calza proprio male considerando il secondo album del gruppo. In Chairs Missing (1978), infatti, la band vira verso la musica psichedelica già dal titolo (che nello slang è un'espressione che fa riferimento all'instabilità mentale). Lo stesso si può dire per i temi trattati (suicidio, delirio, dolore, infanzia malata) e al suono, vicino anche alla musica spettrale e in generale a quella sperimentale. Thorne, una sorta di "quinto elemento" del gruppo, produce anche questo album ed introduce tastiere, sintetizzatori ed effetti (distorsioni, flanger, delay) che avvicinano, quindi, il suono del gruppo a quella che diventerà l'ondata new wave.
Nel settembre 1979 il gruppo, di ritorno dal tour, pubblica l'album 154. In questo album cresce ulteriormente l'"armamentario" musicale (viola, corno inglese, flauto) ed il suono si fa vicino alla darkwave e al noise pop.

### Scioglimento temporaneo e progetti paralleli (1980-1985)
Proprio all'apice della creatività, però, il gruppo entra in rottura con la EMI riguardo alle strategie di promozione di 154: il gruppo è determinato a puntare sull'aspetto visivo, ossia vendere attraverso la televisione, e questo risulta impossibile secondo la EMI. Per questo motivo, nel febbraio 1980, va di scena l'ultimo atto di un divorzio ormai alle porte. Si tratta di un'esibizione alla Electric Ballroom in cui i Wire si mettono in mostra con una serie di pantomime, con capre, stufe a gas e razzi gonfiabili. Il concerto è immortalato su Document and Eyewitness (1981) e resterà l'ultimo per cinque anni.
Il gruppo trova temporaneo rifugio alla Rough Trade Records, che nel settembre pubblica il singolo Our Swimmer/Midnight Banhof Café. 
Tuttavia, anche le tensioni personali tra Newman ed i "coalizzati" Gilbert e Lewis non sono facili da placare, cosicché il gruppo, pur non sciogliendosi, si divide in due tronconi: quello di Newman si dedica a un progetto dall'anima pop, mentre gli altri due musicisti preferiscono intraprendere progetti basati sulle performance multimediali.
Colin Newman approda quindi alla Beggars Banquet Records e, accompagnato dai "reduci" Gotobed e Thorne, con l'aggiunta del chitarrista Desmond Simmons, produce l'album A-Z (1980).
Si tratta di un LP di 12 tracce che verrà poi ristampato nel 1988 con l'aggiunta di tre brani editi negli anni a seguire come singoli e altri due inediti.
Dopo esser passato alla 4AD, Newman pubblica altri due album in sei mesi, Provisionally Entitled the Singing Fish e Not to. Nel frattempo produce anche l'album dei Virgin Prunes ...If I Die, I Die (1982), scrive per i This Mortal Coil e produce Raging Souls dei Minimal Compact, la cui cantante, Malka Spigel, diventerà sua moglie.
Dall'altro lato del gruppo, Gilbert e Lewis si dedicano a progetti sperimentali di tutt'altra fattura, contaminati dall'industrial e dalla musica elettronica. Pubblicano sia lavori come solisti che con lo pseudonimo Dome. Il progetto Dome, in particolare, si concretizza in diversi lavori in studio, 3R4, Dome, Dome 2 (1981), Dome 3 (1981) e Will You Speak to This World: Dome 4 (1983), incentrati sulla drone music e sull'ambient.
Le ambizioni di Gilbert e Lewis si spingono fino al progetto Mzui/Waterloo Gallery, album realizzato con Russell Mills, e nella collaborazione con Daniel Miller (capo della Mute Records), confluita nel gruppo Duet Emmo, la cui unica pubblicazione è Or So It Seems.
Lewis si dedica anche al progetto audiovisivo He Said insieme a John Fryer, dal quale scaturiscono due album (Hail, 1985, e Take Care, 1988).
Gilbert sforna, da parte sua, una serie di album da solista (This Way, The Shivering Man e Insiding), rappresentati per lo più da colonne sonore per installazioni e progetti artistici (i coreografi Michael Clarke e Ashley Page e la ballerina Angela Conway).
Gilbert incide anche un album a nome P'O intitolato Whilst Climbing Thieves Vie For Position.
Infine Robert Gotobed partecipa ai dischi di Newman e suona con i Fad Gadget su Incontinent (1981).

### Ritorno insieme (1984-1992)
Nonostante i numerosi impegni individuali, i diversi componenti dei Wire iniziano a programmare una reunion nel 1984, anno in cui Newman, di ritorno dall'India, propone l'idea a Gilbert e Lewis. La "rimpatriata" del quartetto avviene al museo d'arte moderna di Oxford, dove i Wire presentano anche alcuni nuovi brani. Questi confluiscono nell'EP Snakedrill, pubblicato due anni dopo dalla Mute Records.
Il suggello ufficiale dell'avvenuta reunion arriva nel luglio 1986.
Nell'aprile 1987 viene pubblicato l'album The Ideal Copy (Mute), più ballabile rispetto alle ultime pubblicazioni prima del temporaneo scioglimento. Il disco si muove infatti tra synth pop e musica elettronica, inaugurando una new wave "danzereccia".
Un anno dopo esce il singolo Kidney Bingos, che fa da traino all'album A Bell Is a Cup...Until It Is Struck. Il disco, seppur incentrato sulle atmosfere, a discapito delle melodie, conferma che il gruppo ha raggiunto un nuovo affiatamento.
Pubblicano nel 1989 l'album live It's Beginning to and Back Again ed anche un paio di singoli dance, Eardrum Buzz e In Vivo.
Nel 1990 è la volta di Manscape, caratterizzato di beat sincopati e riff che non riescono ad incidere.
Gotobed non gradisce il nuovo aspetto del gruppo e decide di lasciare il gruppo.
I Wire continuano come trio e pubblicano nel 1991 prima The Drill e poi The First Letter.

### Anni 1991-1999
Newman decide di intraprendere una nuova carriera alla guida di un'etichetta techno, la Swim (che produrrà Ronnie & Clyde, Lobe e Pablo's Eye).
Al contempo non interrompe la sua attività solista, dando alle stampe diversi album tra il 1986 e il 1988. Seguono delle produzioni a nome Oracle e Immersion. Gilbert e Lewis rinnovano il nome Dome pubblicando Yclept (1999). Lewis si unisce al duo svedese degli Omala nel progetto He Said Omala, che confluisce in Catch Supposes (1997). Gilbert alterna un'attività di DJ e una di musicista vero e proprio (Music for Fruit, Ab Ovo, Ordier) realizzando dei lavori anche con Robert Hampson e Paul Kendall.
Nel 1995 il nome Wire ritorna in auge quando gli Elastica usano un sample di Three Girl Rhumba per la loro hit Connection. Viene anche distribuito, nel 1999, un album tributo ai Wire, intitolato Whore - Various Artists Play Wire a cui partecipano, tra gli altri, Mike Watt, My Bloody Valentine, Lush e Lee Ranaldo.

### Anni 2000
Alle soglie degli anni 2000, quando il progetto Wire sembrava essere svanito nel nulla, la formazione originale del gruppo si riunisce per diversi concerti, da cui scaturiscono The Third Day ed un nuovo lavoro intitolato Read & Burn, costituito da due volumi editi dalla PinkFlag.
Nel 2002 pubblicano un paio di EP, mentre nel 2003 esce Send (PinkFlag), che raccoglie molti dei brani incisi nei precedenti EP, oltre a quattro inediti.
Nel 2007 la band pubblica un altro EP, Read & Burn 03. Un anno dopo è la volta di Object 47 (il 47 sta per 47° lavoro discografico). A questo lavoro non partecipa il chitarrista Gilbert.

### Anni 2010
Nel 2011 viene pubblicato Red Barked Tree in cui il gruppo si conferma sempre contemporaneo e all'altezza della situazione, con testi modernisti, che parlano di cambiamenti climatici, fallimento dei mercati finanziari e di disastri tecnologici.
Nel 2013 il quartetto composto da Newman, Lewis, Grey e Matthew Simms (che ha sostituito Gilbert) ripropone vecchie bozze risalenti al periodo 1979-1980 e mai pubblicate. Queste bozze vengono riarrangiate, registrate ed incise in Change Becomes Us.

## Formazione

### Formazione attuale
- Colin Newman - voce, chitarra (1976–1980, 1985–1992, 1999–oggi)
- Graham Lewis - voce, basso (1976–1980, 1985–1992, 1999–oggi)
- Robert "Gotobed" Grey - batteria (1976–1980, 1985–1990, 1999–oggi)
- Matthew Simms - tastiere (2010–oggi)

### Ex componenti
- Bruce Gilbert - chitarra (1976–1980, 1985–1992, 1999–2004)
- George Gill – chitarra (1976–1977)
- Margaret Fiedler McGinnis – chitarra (2008–2009 – tour)

## Discografia

### Album in studio
- 1977 - Pink Flag
- 1978 - Chairs Missing
- 1979 - 154
- 1987 - The Ideal Copy

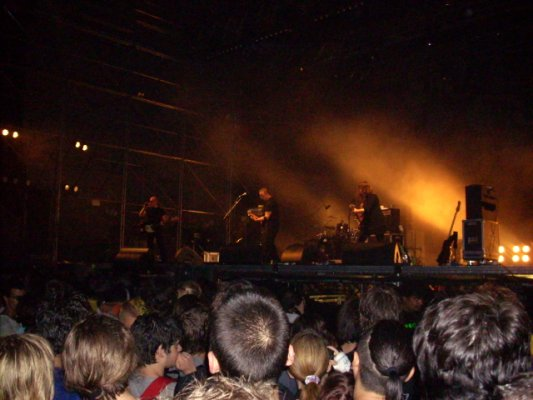
Wire in concerto, Torino, 2008

- 1988 - A Bell Is a Cup...Until It Is Struck
- 1989 - It's Beginning to and Back Again
- 1990 - Manscape
- 1991 - The Drill
- 1991 - The First Letter
- 2000 - The Third Day
- 2003 - Send
- 2008 - Object 47
- 2011 - Red Barked Tree
- 2013 - Change Becomes Us
- 2015 - Wire
- 2016 - Nocturnal Koreans
- 2017 - Silver/Lead
- 2020 - Mind Hive

### Album dal vivo
- 1981 - Document and Eyewitness
- 1989 - It's Beginning to and Back Again
- 1989 - The Peel Sessions Album

### Raccolte
- 1984 - And Here It Is...Again... (Sneaky Pete)
- 1986 - In the Pink (Dojo)
- 1989 - On Returning (1977-1979) (Restless)
- 1993 - 1985-1990: The A List (Mute)
- 1995 - Behind the Curtain (EMI)
- 1996 - Turns and Strokes (WMO)
- 1997 - Coatings (WMO)
- 2000 - Pink Flag/Chairs Missing/154 (EMI)
- 2006 - Live at the Roxy/Live at the CBGB Theatre (Pink Flag)
- 2007 - Die Grossten Hits (Amiga)

### EP e singoli[5]
- 1977 - Mannequin
- 1978 - I Am the Fly
- 1978 - Dot Dash
- 1979 - Oudoor Miner
- 1979 - A Question of Degree
- 1979 - Map Ref 41°N 93°W
- 1981 - Our Swimmer
- 1983 - Crazy About Love
- 1986 - Snakedrill
- 1987 - Ahead
- 1988 - Kidney Bingos
- 1988 - Silk Skin Paws
- 1989 - Eardrum Buzz
- 1989 - In Vivo
- 1990 - Life in the Manscape
- 1991 - So and Slow it Grows
- 1997 - Vien
- 2000 - The Third Day
- 2000 - Twelve Times You
- 2002 - Read & Burn 01
- 2002 - Read & Burn 02
- 2007 - Read & Burn 03
- 2011 - Strays

## Apparizioni in compilation
- 1993 - Faster & Louder: Hardcore Punk, Vol. 2
- 2000 - It's All in The Brochure